# ジョー・ロー・トルグリオ
ジョー・ロー・トルグリオ（Joe Lo Truglio,  1970年12月2日 - ）は、アメリカ合衆国の俳優、コメディアン、声優である。

## 来歴
1970年、ニューヨーク市クイーンズ区にあるオゾン・パークに生まれる。イタリア系とアイルランド系の家庭だった。その後、フロリダ州へ引っ越して高校卒業まで同州で過ごす。その後はニューヨーク大学へ進学。映画を専攻した。同大学へ在籍していたころに知り合ったケン・マリーノやトーマス・レノン、デヴィッド・ウェインなどらとともにコメディグループを結成し、1993年からテレビ放映された『The State』という30分のコメディ番組で徐々に知名度を上げていく。2000年代に入ると、様々なコメディ映画へ脇役ながらもあくの強い役柄で出演し、セス・ローゲン主演の『スモーキング・ハイ』やジョナ・ヒルら出演の青春コメディ『スーパーバッド 童貞ウォーズ』、サイモン・ペッグとニック・フロスト主演の『宇宙人ポール』などの作品で多くのコメディ俳優と共演した。現在も精力的にテレビや映画、舞台で活動の場を広げている。

### 私生活
2014年に女優のベス・ドーヴァーと結婚。二人はテレビシリーズ『Brooklyn Nine-Nine』などで共演も果たしている。

## 出演作品

### 映画
- Naked in the Cold Sun (1997)
- Wet Hot American Summer (2001)
- The Station Agent (2003)
- Last Man Running (2003)
- 最後の恋のはじめ方 Hitch (2005)
- The Baxter (2005)
- Beer League (2006)
- 幸せになるための10のバイブル The Ten (2007)
- ポリス・バカデミー/マイアミ危機連発! Reno 911!: Miami (2007)
- スーパーバッド 童貞ウォーズ Superbad (2007)
- スモーキング・ハイ Pineapple Express (2008)
- ぼくたちの奉仕活動 Role Models (2008)
- ファンボーイズ Fanboys (2009)
- 40男のバージンロード I Love You, Man (2009)
- ガリバー旅行記 Gulliver's Travels (2010)
- 宇宙人ポール Paul (2011)
- ハイ・ロード High Road (2011)
- ふたりのパラダイス Wanderlust (2012)
- Queens of Country (2012)
- My Uncle Rafael (2012)
- ピッチ・パーフェクト Pitch Perfect (2012)
- シュガー・ラッシュ Wreck-It Ralph (2012) ※声の出演
- Someone Marry Barry (2014)
- きのうの夜は… About Last Night (2014)
- 聖杯たちの騎士 Knight of Cups (2015)
- ピッチ・パーフェクト2 Pitch Perfect 2 (2015)
- The Breakup Girl (2015)
- ギャンブラー Win It All (2017)
- 意表をつくアホらしい作戦 A Futile and Stupid Gesture (2018)

### テレビドラマ
- The State (1993 - 1995)
- ロー&オーダー Law & Order (2000)
- サード・ウォッチ Third Watch (2002)
- ステラ Stella (2005)
- Reno 911! (2005 - 2009)
- チルドレンズホスピタル Childrens Hospital (2008, 2011)
- Horrible People (2008)
- Sons of Tucson (2010)
- Escape My Life (2012)
- Free Agents (2012)
- ママと恋に落ちるまで How I Met Your Mother (2012)
- コミュニティ Community (2013)
- ドランク・ヒストリー Drunk History (2013 - 2016)
- ブルックリン・ナイン-ナイン Brooklyn Nine-Nine (2013 - 2019)
- NTSF:SD:SUV:: NTSF:SD:SUV (2013)
- ウェット・ホット・アメリカン・サマー: キャンプ1日目 Wet Hot American Summer: First Day of Camp (2015)
- New Girl / ダサかわ女子と三銃士 New Girl (2016)

### テレビアニメ
- アメリカン・ダッド American Dad! (2012)
- ロボット・チキン Robot Chicken (2012)
- Bob's Burgers (2012, 2015)
- アニマルズ Animals. (2017)

### ビデオゲーム
- Grand Theft Auto: San Andreas (2004)
- The Warriors (2005)
- Grand Theft Auto: Liberty City Stories (2005)
- Anthem (2019)